# José Julián Martínez
José Julián Martínez, (Córdoba, 1771 - Alta Gracia, provincia de Córdoba, 1865) fue un militar argentino que tuvo especial figuración durante la época de la Confederación Argentina, como destacado opositor de los federales.

## Las milicias de Córdoba
Tuvo una buena educación en el colegio de Monserrat, de su ciudad natal.
Era dueño de una estancia cerca de Alta Gracia, y fue oficial de milicias en la época de la Revolución de Mayo. En 1813 era capitán de milicias. Participó en los desórdenes de los años 1816 en adelante del lado del Directorio.
En 1820, como la mayor parte de los directoriales, apoyó la elección de Juan Bautista Bustos como gobernador. En 1824 fue ascendido al grado de coronel de milicias.

## El gobernador que no fue
En febrero de 1825, la legislatura debía elegir un nuevo gobernador, y Bustos aspiraba a la reelección. Los opositores de distintas tendencias, sólo unidos por su carácter de opositores –entre ellos había unitarios y autonomistas urbanos– se unieron en el apoyo a Martínez. Al votarse, Bustos obtuvo un voto más que Martínez, pero por razones técnicas, esa diferencia se tomó como un empate; al repetirse la votación se obtuvo el mismo resultado. Entonces la legislatura decidió sortear el cargo entre los dos "empatados", y resultó ganador el coronel Martínez. Los partidarios de Bustos no aceptaron la elección por sorteo y organizaron una gran manifestación, apoyada por el ejército, que no le permitió asumir. La legislatura, presionada y sin varios de sus oponentes, reeligió a Bustos.
El congreso nacional – instalado en Buenos Aires y controlado por esa provincia – quiso decidir la cuestión y se pronunció por la validez de la elección de Martínez, ganándolo para el partido unitario. En respuesta, poco después, Bustos desconoció las resoluciones del congreso, sobre todo en la elección de Bernardino Rivadavia como presidente y en la sanción de la constitución unitaria. Martínez vivió en paz en Córdoba, sin ser molestado.

## Ministro del general Paz
En 1829 el general Paz invadió la provincia, se hizo elegir gobernador y derrotó a Bustos en la batalla de San Roque. Martínez se unió a su ejército y combatió como jefe de una columna de infantería en la batalla de La Tablada.
Posteriormente, Paz lo nombró su ministro de guerra y, cada vez que abandonó la ciudad, lo nombró su gobernador delegado. Tomó una serie de importantes medidas económicas que permitieron sostenerse al gobierno de Paz, y extendió los tratados que formaron la Liga del Interior al plano de las relaciones comerciales y aduaneras. Fue el gobernador delegado de Paz durante todas las campañas contra las invasiones federales de Facundo Quiroga, en 1830, y de Estanislao López, en 1831.
Cuando Paz cayó prisionero, se apuró a hacer elegir a un militar activo para el cargo: resultó ser el general Lamadrid. Este decidió abandonar la provincia de Córdoba y seguir la guerra en su provincia natal, Tucumán. Cuando los federales ocuparon la capital provincial, fue llevado preso a Santa Fe y después a Buenos Aires. A fines del primer gobierno de Juan Manuel de Rosas, este lo dejó en libertad junto a otros dirigentes unitarios cordobeses, a pedido del gobernador José Vicente Reinafé. Regresó a Córdoba y trató de no figurar en política.

## La revolución de 1840
En 1840 estalló la revolución unitaria en Córdoba, apoyada por Lamadrid, y el gobernador José Francisco Álvarez lo nombró comandante de armas de la provincia y ministro de guerra. Pero algunas semanas más tarde, otra derrota, la de Juan Lavalle en Quebracho Herrado, causó una segunda retirada hacia el norte, esta vez provocada por Lavalle. Martínez hizo lo que no había hecho en 1831, y se retiró hacia Tucumán.
Combatió a las órdenes de Lavalle en la batalla de Famaillá y se exilió en Bolivia.
Regresó a Córdoba en 1847, estableciéndose en su estancia de Alta Gracia. Su hijo Regis Martínez fue diputado a la Convención que sancionó la Constitución Argentina de 1853. Falleció en Alta Gracia en el año 1865.